# Jackie Blue
Jackie Blue   (Nova Zelanda, 1956) és una política neozelandesa i exdiputada de la Cambra de Representants de Nova Zelanda entre les eleccions de 2005 i l'abril de 2013. És membre del Partit Nacional.

## Inicis
Blue va néixer el 1956. Va anar al Col·legi de Selwyn (Selwyn College) d'Auckland, i després es graduaria de la Universitat d'Auckland amb un BSc el 1976 i amb un doctorat el 1983.

## Diputada
| Parlament de Nova Zelanda |      |                |        |          |
| Anys                      | Leg. | Circumscripció | Llista | Partit   |
| 2005-2008                 | 48   | Llista         | 41     | Nacional |
| 2008-2011                 | 49   | Llista         | 45     | Nacional |
| 2011-2013                 | 50   | Llista         | 46     | Nacional |

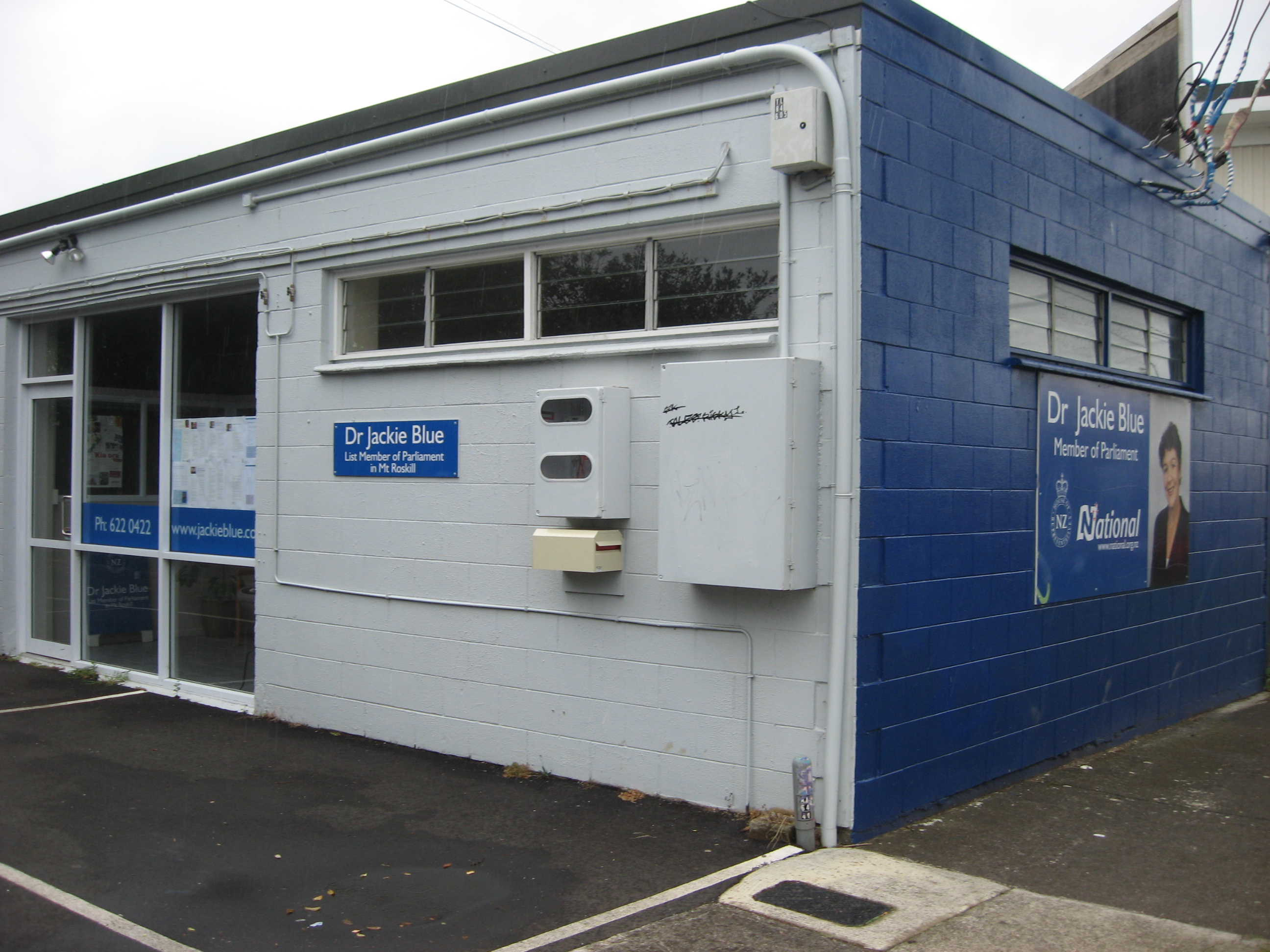
Oficina de la diputada Jackie Blue a Mount Roskill (Auckland)

En les eleccions de 2005 Blue fou la candidata del Partit Nacional en la circumscripció electoral de Mount Roskill. El seu oponent principal era Phil Goff del Partit Laborista. Goff aconseguí obtenir el 59,94% del vot contra el 29,49% de Blue. Blue estava en la posició 41 de la llista electoral del Partit Nacional i, ja que el partit va obtenir 48 escons, Blue va esdevenir diputada de llista.
En les eleccions de 2008 Blue intentà ser la candidata del partit a Auckland Central, però Nikki Kaye al final va ser la candidata. Així que de nou Blue fou la candidata a Mount Roskill, on va rebre el 36,56% del vot. Goff hi guanyà amb el 55,80%. En aquestes eleccions tenia la posició 45 en la llista electoral del seu partit; i amb el partit obtenint 58 escons, Blue va esdevenir de nou diputada de llista.
Goff amplià el seu marge electoral en les eleccions de 2011 a Mount Roskill. Blue va rebre el 33,94% del vot contra el 57,15% de Goff. Blue es trobava en la posició 46 del partit i amb els 59 escons obtinguts, va ser diputada de llista per tercer termini consecutiu.
L'abril de 2013 Blue va resignar per esdevenir la dona en cap de l'oficina d'oportunitats iguals en el treball (Equal Employment Opportunities Commission). Va ser reemplaçada per Paul Foster-Bell, un diplomàtic de Wellington.

## Vida personal
Blue està casada i té dues filles.